# Sağırin, Manavgat
Sağırin là một xã thuộc huyện Manavgat, tỉnh Antalya, Thổ Nhĩ Kỳ. Dân số thời điểm năm 2011 là 1.835 người.